# Cantone di Saint-Jean-d'Angély
Il Cantone di Saint-Jean-d'Angély è una divisione amministrativa dell'arrondissement di Saint-Jean-d'Angély e dell'arrondissement di Saintes.
A seguito della riforma approvata con decreto del 27 febbraio 2014, che ha avuto attuazione dopo le elezioni dipartimentali del 2015, è passato da 19 a 42 comuni.

## Composizione
I 19 comuni facenti parte prima della riforma del 2014 erano:
- Antezant-la-Chapelle
- Asnières-la-Giraud
- La Benâte
- Bignay
- Courcelles
- Les Églises-d'Argenteuil
- Fontenet
- Landes
- Mazeray
- Poursay-Garnaud
- Saint-Denis-du-Pin
- Saint-Jean-d'Angély
- Saint-Julien-de-l'Escap
- Saint-Pardoult
- Ternant
- Varaize
- La Vergne
- Vervant
- Voissay

Dal 2015 i comuni appartenenti al cantone sono diventati 42, ridottisi poi ai seguenti 41 dal 1º gennaio 2016 per effetto della fusione dei comune di La Benâte e Saint-Denis-du-Pin per formare il nuovo comune di Essouvert.:
- Annepont
- Annezay
- Archingeay
- Bernay-Saint-Martin
- Bignay
- Bords
- Champdolent
- Chantemerle-sur-la-Soie
- Chervettes
- Courant
- La Croix-Comtesse
- Dœuil-sur-le-Mignon
- Essouvert
- Fenioux
- Grandjean
- La Jarrie-Audouin
- Landes
- Loulay
- Lozay
- Mazeray
- Migré
- Le Mung
- Nachamps
- Les Nouillers
- Puy-du-Lac
- Puyrolland
- Saint-Crépin
- Saint-Félix
- Saint-Jean-d'Angély
- Saint-Laurent-de-la-Barrière
- Saint-Loup
- Saint-Savinien
- Taillant
- Taillebourg
- Ternant
- Tonnay-Boutonne
- Torxé
- La Vergne
- Vergné
- Villeneuve-la-Comtesse
- Voissay